# Nakajima G5N
Nakajima G5N Shinzan (tiếng Nhật: 深山; phiên âm Hán-Việt: Thâm Sơn) là một loại máy bay ném bom hạng nặng tầm xa bốn động cơ được thiết kế và chế tạo cho Hải quân Đế quốc Nhật Bản trước Chiến tranh thế giới thứ hai. Định danh của Hải quân Đế quốc Nhật Bản là "Máy bay ném bom tấn công đặt căn cứ trên đất liền thử nghiệm Type 13" (tiếng Nhật: 13式陸上攻撃爆撃機実験), trong khi phe Đồng Minh đặt tên mã là "Liz".

## Thiết kế và phát triển
Nakajima G5N Shinzan ra đời do Hải quân Đế quốc Nhật Bản quan tâm đến việc phát triển một loại máy bay ném bom tấn công tầm xa có khả năng mang bom hoặc ngư lôi hạng nặng ở khoảng cách tối thiểu 5.600 km (3.500 mi). Để đáp ứng yêu cầu này, rõ ràng là máy bay cần phải bố trí bốn động cơ. Vì các nhà sản xuất máy bay Nhật Bản thiếu kinh nghiệm trong việc chế tạo những chiếc máy bay phức tạp và to lớn như vậy, Hải quân Đế quốc Nhật Bản buộc phải tìm kiếm một kiểu mẫu phù hợp hiện có do nước ngoài sản xuất để làm cơ sở cho thiết kế mới. Nó được phát triển từ chiếc máy bay dân dụng Douglas DC-4E của Hoa Kỳ. Năm 1939, nguyên mẫu duy nhất của chiếc máy bay này (trước đây từng bị các công ty hàng không Hoa Kỳ từ chối) đã được mua bởi Nippon Koku K.K. (Japan Airlines Co) và bí mật bàn giao cho Nakajima Aircraft Company để tháo dỡ, kiểm tra.
Thiết kế xuất hiện từ nghiên cứu này dành cho máy bay một tầng cánh có cánh nằm giữa làm hoàn toàn bằng kim loại với các bề mặt điều khiển được bọc vải. Máy bay được trang bị bốn động cơ piston hướng kính làm mát bằng không khí Mitsubishi Kasei 12 MK4B, mỗi chiếc có công suất 1.530 mã lực cùng với bộ dẫn động cánh quạt bốn cánh. Một khoang chứa bom dài ở bụng, mũi kính và hai cánh đuôi thay thế cho bánh lái ba bánh đặc trưng của DC-4E cũng được trang bị. Bộ bánh đáp ba bánh có thể thu vào của DC-4E được giữ lại, cũng như hình dạng cánh ban đầu và cách bố trí động cơ. Vũ khí phòng thủ bao gồm hai khẩu pháo 20 mm Type 99 Model 1 vận hành bằng điện (một ở tháp pháo của lưng và một ở tháp pháo của đuôi), cùng với súng máy 7,7 mm Type 92 vận hành bằng tay ở các vị trí mũi, bụng và eo.
Nguyên mẫu đầu tiên G5N1 thực hiện chuyến bay đầu tiên vào lúc 14:35 ngày 8 tháng 4 năm 1941. Tuy nhiên, hiệu suất tổng thể tỏ ra kém hiệu quả một cách đáng thất vọng do sự kết hợp của trọng lượng vượt quá 20% so với kế hoạch ban đầu, sự không đáng tin cậy của động cơ Mitsubishi và sự phức tạp của thiết kế. Chỉ có ba nguyên mẫu nữa được hoàn thành. Trong nỗ lực cứu vãn dự án, hai khung máy bay bổ sung đã được trang bị động cơ Nakajima Mamoru 11 NK7A, mỗi chiếc có công suất 1.870 mã lực và được đặt tên lại là G5N2. Mặc dù các động cơ của Nakajima đáng tin cậy hơn so với các động cơ Mitsubishi ban đầu, chiếc máy bay giờ đây thậm chí còn yếu kém hơn một cách vô vọng và việc phát triển thêm loại này đã bị dừng lại.

## Lịch sử hoạt động
Trong số sáu chiếc Shinzan được hoàn thành, bốn chiếc đã bị loại bỏ để sử dụng làm phương tiện vận tải tầm xa của Hải quân Đế quốc Nhật Bản dưới tên gọi G5N2-L "Shinzan-Kai". Phe Đồng Minh đặt mật danh "Liz" cho loại máy bay này, với dự đoán rằng nó sẽ được sử dụng như một máy bay ném bom.

## Biến thể

G5N1 Shinzan (phải) và G8N1 Renzan (trái)

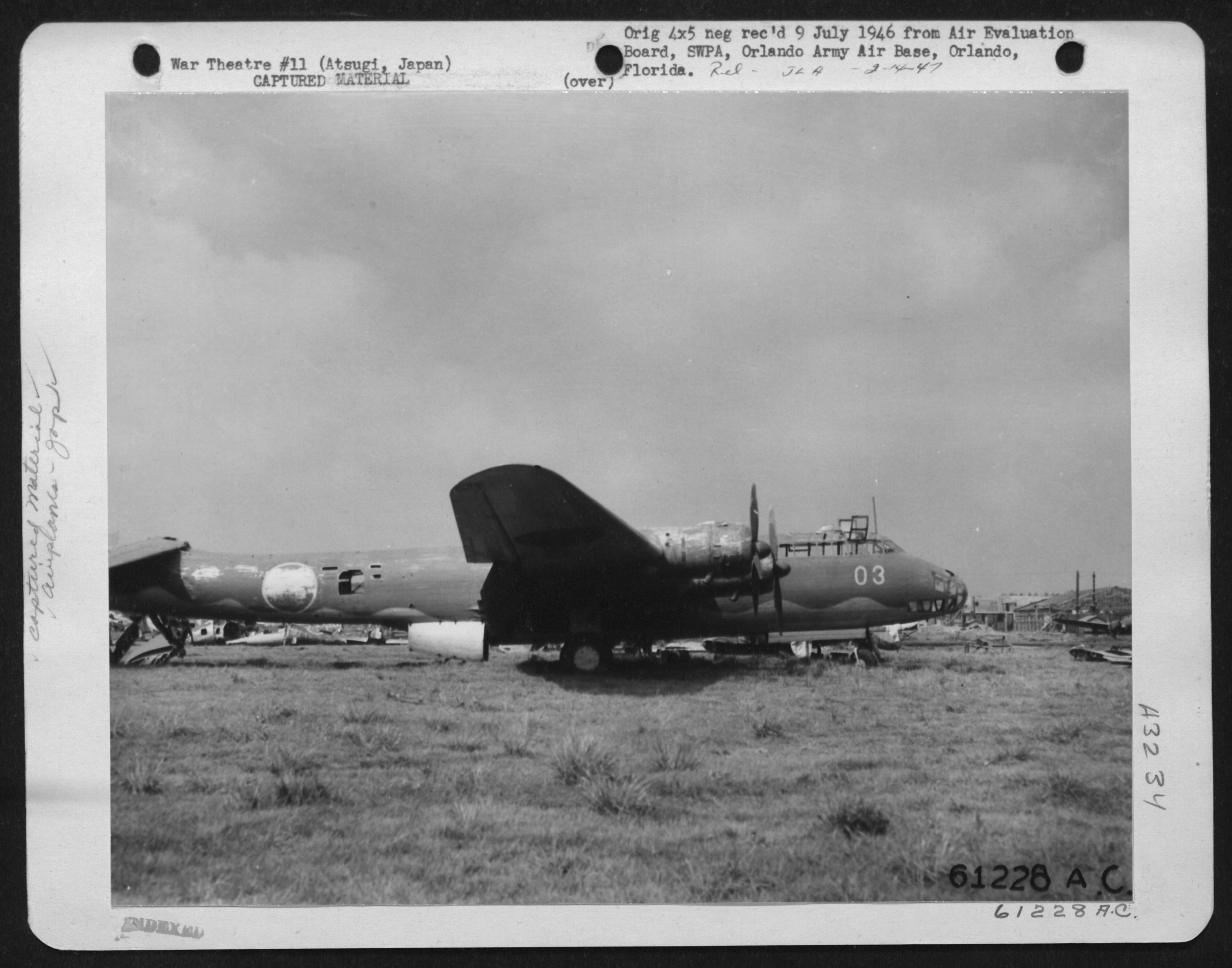
Nakajima G5N vào tháng 9 năm 1945

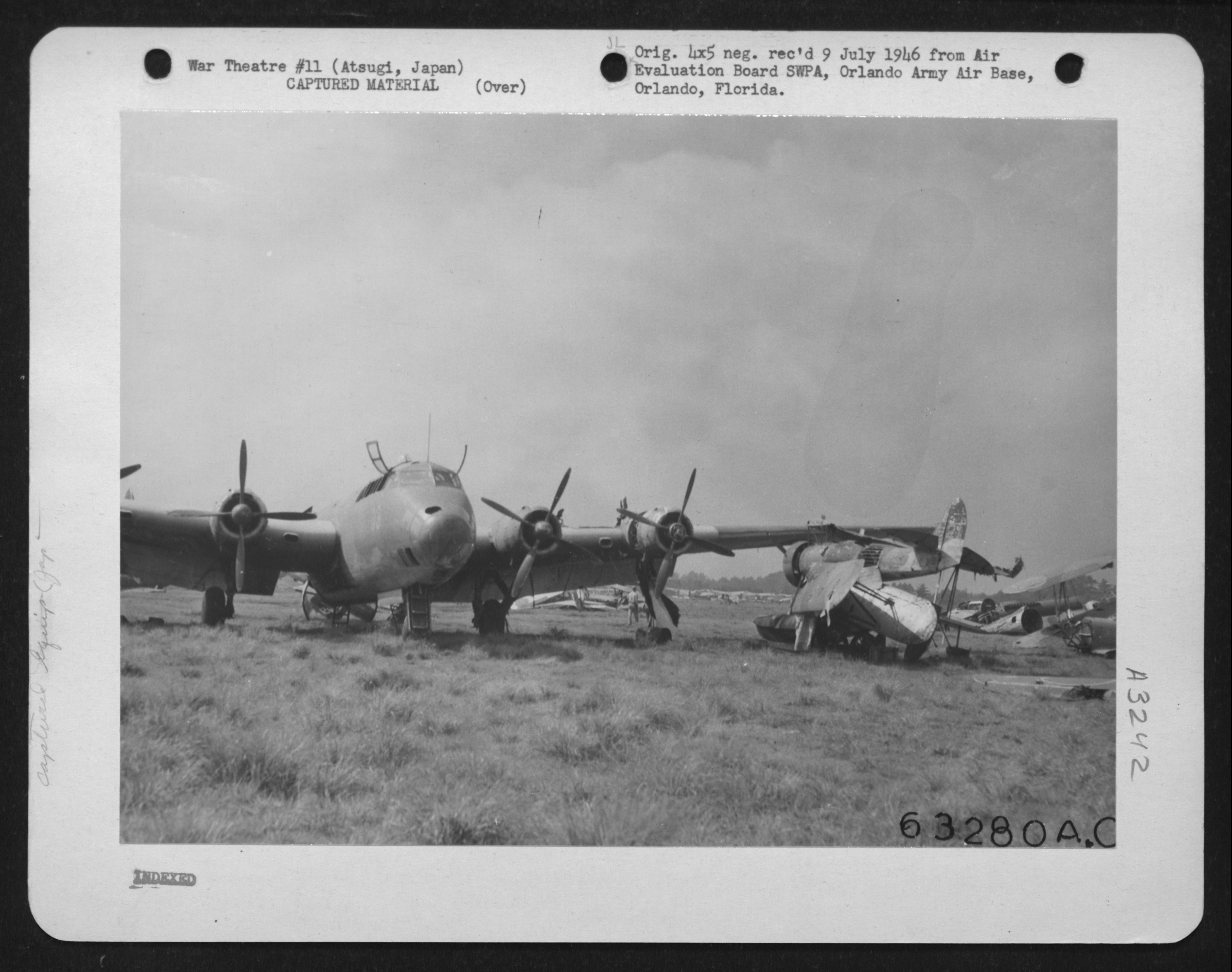
Nakajima G5N vào tháng 9 năm 1945

G5N1
Nguyên mẫu với hai chiếc được chế tạo. Máy bay ném bom hạng nặng/thả ngư lôi bốn động cơ. Tên định danh là Máy bay ném bom tấn công đặt căn cứ trên đất liền thử nghiệm Type 13 "Shinzan" (13試陸上攻撃機 深山, 13-Shi Rikujō Kōgekiki "Shinzan"). Trang bị cánh quạt ba lá và bốn động cơ piston hướng kính Mitsubishi Kasei 12 MK4B (1.530 mã lực).
G5N2
Nguyên mẫu bổ sung với bốn chiếc được chế tạo. Tên định danh là Sản phẩm thử nghiệm "Shinzan Kai" (試製深山改, Shisei "Shinzan Kai"). Trang bị cánh quạt bốn lá và bốn động cơ piston hướng kính Nakajima Mamoru 11 NK7A (1.870 mã lực). Tất cả những chiếc G5N2 sau đó được chuyển đổi thành G5N2-L vào năm 1943.
G5N2-L
Được chuyển đổi thành máy bay vận tải tầm xa dành cho Hải quân. Tên định danh là Máy bay vận tải "Shinzan Kai" (深山改輸送機, Yusōki "Sinzan Kai"). Tất cả những chiếc G5N2-L đã được triển khai đến phi đoàn Kōkūtai 1021, Căn cứ Không quân Katori.
Nakajima Ki-68
Phiên bản nguyên mẫu máy bay ném bom dành cho Lục quân của G5N1 được đề xuất. Động cơ được lên kế hoạch trang bị là các động cơ Mitsubishi Ha-101, Ha-104, Ha-107, Nakajima Ha-39 hoặc Ha-103. Ngừng sản xuất vào năm 1941.
Kawasaki Ki-85
Phiên bản nguyên mẫu máy bay ném bom dành cho Lục quân của G5N1 được đề xuất. Trang bị bốn động cơ Mitsubishi Ha-111M. Mô hình nguyên mẫu được chế tạo vào năm 1942, sau đó ngừng sản xuất vào tháng 5 năm 1943.

## Các nhà khai thác
Nhật Bản
Không lực Hải quân Đế quốc Nhật Bản
Kōkūtai 1021

## Các thông số kỹ thuật (G5N2)
Dữ liệu lấy từ Japanese Aircraft of the Pacific War, Famous airplanes of the world (1984)
Đặc tính tổng quan
- Kíp lái: 7 (G5N1/2), 6 (G5N2-L)
- Sức chứa: 4.000 kg (8.800 lb) hàng hóa (G5N2-L)
- Chiều dài: 31,02 m (101 ft 9 in)
- Sải cánh: 42,12 m (138 ft 2 in)
- Chiều cao: 8,8 m (28 ft 10 in)
- Diện tích cánh: 201,8 m2 (2.172 foot vuông)
- Trọng lượng rỗng: 20.100 kg (44.313 lb)
- Trọng lượng có tải: 28.150 kg (62.060 lb)
- Trọng lượng cất cánh tối đa: 32.000 kg (70.548 lb)
- Động cơ: 4 × động cơ piston hướng kính làm mát bằng không khí 14 xi-lanh Nakajima Mamoru 11 NK7A , 1.395 kW (1.871 hp) mỗi chiếc
- Cánh quạt: Cánh quạt kim loại tốc độ không đổi Sumitomo/Hamilton 4-lá

Hiệu suất bay
- Vận tốc cực đại: 420 km/h (261 mph; 227 kn)
- Vận tốc hành trình: 278 km/h (173 mph; 150 kn)
- Tầm bay: 4.260 km (2.647 mi; 2.300 nmi)
- Trần bay: 7.450 m (24.442 ft)

Vũ khí trang bị

- Súng: 

  - 2 × pháo tự động 20 mm (0,79 in) Type 99
  - 4 × súng máy 7,7 mm (0,303 in) Type 92
- Bom: 

  - 2.000–4.000 kg (4.400–8.800 lb) bom hoặc ngư lôi
    - 2 × ngư lôi 1.500 kg (3.300 lb)
    - 2 × quả bom 1.500 kg (3.300 lb)
    - 4 × quả bom 800 kg (1.800 lb)
    - 12 × quả bom 250 kg (550 lb)
    - 24 × quả bom 60 kg (130 lb)